# Досифей (Филитти)
Митрополи́т Досифе́й (греч. Μητροπολίτης Δοσίθεος, в миру Димитрие Филитти, рум. Dimitrie Filitti, Дими́триос Фили́тис, греч. Δημήτριος Φιλίτης; 1734, село Погониани, Эпир, Греция — 14 декабря 1826, Брашов) — епископ Унгро-Валашской митрополии, митрополит Унгро-Влахийский.

## Биография
Родился в 1734 году в семье священника. Его отец, Христос Филитис (Папахристос) был греком, мать, Анна Курти, — албанкой или валашкой. Дмитрия воспитывала его сестра.
Принял постриг в Спасском монастыре в родном селе, затем перешёл в монастырь пророка Илии в селе Зица. Получил образование в монастыре и в близлежащей Янине.
Переехал в Валашское княжество и в 1764 году стал игуменом, а затем архимандритом в монастыре святителя Иоанна Великого или св. Иоанна Грека в Бухаресте (ныне не существует), приписанном к монастырю в Зице.
Одарённый умом, знавший несколько иностранных языков, Досифей будет использоваться румынскими вельможами в качестве дипломата в нескольких миссиях страны, направляясь в Россию ввиду возможного союза против турок. Во время русско-турецкой войны 1768—1774 годов исполнил ряд дипломатических миссий. В последние годы жизни Митрополита Унгро-Влахийского Григория II был начальником канцелярии митрополии.
Архимандрит Досифей, имевший церковно-хозяйственный, политический и дипломатический опыт, когда в 1787 году, когда епископ Бузэуский Косма был избран митрополитом Румынии, был избран на освободившуюся кафедру как наиболее подходящий кандидат для этой должности. 11 октября 1787 года был поставлен епископом Бузэуским. В течение 6 лет, которые он пастырствовал здесь, Досифей заботился о церквях и школах, учредил епархиальную кондику (что то вроде летописи), а в условиях австрийской оккупации, которая была хуже турецкой, в 1792 и 1793 годах подал жалобу (обращение) к Османской порте.
25 сентября 1793 года Господарский совет по настоянию господаря Александру Морузи избрал епископа Досифея митрополитом Унгро-Влахийским вместо ушедшего в отставку Филарета II. 11 октября 1793 года, после получения согласия на избрание от Константинопольского Патриарха Неофита VII, состоялась интронизация нового предстоятеля Валашской церкви. По его предложению в 1793 году была учреждена Арджешская епархия, которую занял Иосиф, который вместе с ним баллотировался в митрополиты.
Митрополит Досифей проявлял постоянную заботу об улучшении материального положения приходских священнослужителей, одновременно предъявляя строгие требования к моральным качествам рукополагаемых священников, проверял при помощи инспекторов их подготовку и состояние церквей во всем княжестве, обязывал вести на приходах регистрацию рождений и смертей. Он положил конец злоупотреблениям греческих игуменов, отстранив от должностей некоторых из них, тех, кто был с ними одного рода, и ввёл строгую дисциплину в монастырях, устраняя беспорядочное хождение монахов. Он установил контроль над тем, как распоряжались доходы монастырей, и ни одному представителю святых мест не было позволено действовать в отношении перевода доходов за границу без ведома митрополита. Эти вещи регулировались хартиями, закреплёнными Константином Хангерли. На угрозы за это противодействие, что он владеет мечом и булавой (скипетром-булавой), митрополит ответил, что у него есть более сильное оружие: жезл и церковные колокола.
Развитие образовательных учреждений было одним из важных направлений деятельности митрополита Досифея. Он реорганизовал школы в Бухаресте при церквах великомученика Георгия Победоносца «Старого», куда назначил новых преподавателей, и Домница Бэлаша; разрешил учащимся использовать помещения церкви Мэгуряну, подворья митрополии. Оказывал материальную помощь преподавателям школы святого Саввы. В 1797 года при монастыре Антим в Бухаресте была организована духовная школа для подготовки священников, действовавшая до 1847 года.
Являясь сторонником развития типографского дела в митрополии, Досифей печатал на свои средства в Бухаресте богослужебные и учительные книги, малые катехизисы. Среди богослужебных изданий были Молитвенник (1794), Псалтирь (1796, 1806), Служебник (1797), Триодь Постная (1798), Триодь Цветная (1800), Служба святому Димитрию Басарабовскому (1801), Часослов (1801, 1806), Евхологий (1808), Чин освящения церкви (1809). Переводами с греческого языка занимались приглашенные Досифеем монахи Нямецкого монастыря Геронтий и Григорий (впоследствии митрополит Унгро-Влахийский Григорий IV).
Митрополит Досифей проводил восстановительные работы в ряде монастырей и церквей, в частности продолжил реставрацию кафедрального собора святых равноапостольных Константина и Елены в столице (1792—1799), начатую его предшественником Филаретом II, и строений Старой Митрополии в Тырговиште.
После начала в 1806 года русско-турецкой войны и занятия русскими войсками Придунайских княжеств для управления Валахией в отсутствие господаря был образован в феврале 1808 года временный совет, в состав которого вошёл митрополит Досифей. В марте того же года «экзархом Молдавии и Валахии» был поставлен митрополит Гавриил (Бэнулеску-Бодони). 22 ноября 1809 года указом российского императора Александра I, оглашённым в Господарском совете страны 15 января 1810 года, митрополит Досифей был низведен с кафедры. В марте митрополит Досифей был отправлен в молдавский монастырь Добровэц, но в том же месяце ему было позволено перейти в монастырь Аниноаса (ныне жудец Арджеш) и потом в скит Тыргшор в Прахове.
В конце 1812 года митрополиту Досифею разрешили поселиться в Брашове. Отказ вновь занять митрополичью кафедру владыка в ответе господарю Иоанну Карадже объяснил преклонным возрастом. Скончался 14 декабря 1826 года и похоронен во дворе греческой церкви. Своё состояние завещал церковным и филантропическим учреждениям и школам, в том числе Брашова и Бухареста, монастырям в Греции (также церкви святителя Иоанна Богослова, где были похоронены родители архиерея) и на другие благотворительные цели.
В августе 2019 года на его родине, в Эпире, спустя 193 года после смерти состоялось мероприятие в честь митрополита Досифея Филитти было организовано Культурной ассоциацией Зицы, Обществом писателей Эпира и Ассоциацией выпускников школы Зосимайя в Янине при содействии дима Зица. На мероприятии филолог Тодорис Космас выступил с докладом на тему «отношения Досифея Филитиса с Зицей и его благотворность в пользу её», а филолог и писатель Спирос Протим — на тему «Эпиротский митрополит Венгерско-Валахийский Досифей Филитис и его вклад в эллинизм Румынии и греческой нации». Состоялось открытие картины, подаренной семьей Досифея Филитиса диму Зица
.